# Luigi Rattaggi
Luigi Rattaggi (Laveno-Mombello, 23 juli 1928 – Cama, 28 april 2012) was een Italiaans-Zwitserse componist, muziekpedagoog en dirigent.

## Levensloop
Rattaggi studeerde eerst accordeon in Varese en later aan het Conservatorio "Giuseppe Verdi" (Milaan) in Milaan compositie, zang en muziektheorie. Hij werd in 1952 muziekleraar aan het instituut Santo Anna in Roveredo en richtte een klassieke school voor muziek op. Verder was hij privé-muziekleraar in de valleien Valle Mesolcina en Val Calanca in het kanton Ticino.
Hij was gedurende 30 jaar dirigent van het harmonieorkest, de Filarmonica di Roveredo en lange jaren van de Musikgesellschaft Mesocco. Verder stichtte hij het accordeonorkest Gruppo fisarmonicisti mesolcinesi en later ook het Accordeonorkest Bellinzona. Rattaggi was ook medeoprichter van de accordeonorkesten Circolo fisarmonicisti di Claro en het Accordeonorkest Airolo. Hij was initiatiefnemer voor de Internationaler Musik-Wettbewerb für junge Interpreten voor de instrumenten accordeon, piano, orgel en gitaar.
Rattaggi was tevens dirigent van verschillende kerkkoren zoals in Bellinzona, Mesocco, Roveredo en Monte Carasso. Hij verzamelde een groot aantal liederen uit het Valle Mesolcina, die door de vereniging Pro Grigioni Italiano in Mesocco gepubliceerd werd. Voor dit werk werd hij onderscheiden met een ereprijs van het departement voor cultuur van het Kanton Graubünden.
Sinds rond 50 jaar woont hij in Cama in het Valle Mesolcina en is sinds 30 jaar genaturaliseerd in Zwitserland.
Als componist is hij werkzaam voor harmonieorkest en voor accordeonorkest.

## Composities

### Werken voor harmonieorkest
- 1980 Calanca
- 1982 Giubileo
- 1984 ''Moesa
- 1985 Riviera
- 1999 Anno 2000 (opgedragen aan Filarmonica di Cuvio (VA) ter gelegenheid van 160e verjaardag van de oprichting)
- Carasole
- Valbella
- Recuerdo di Mallorca passo doble

### Werken voor accordeon(orkest)
- 2001 Ave Maria (Gebet)
- 2001 Elegia
- 2001 Federal-March
- 2001 La marcia dei burattini (Kasperli Marsch)
- 2001 Ouverture Solenne
  1. Entrata
  2. Corale
  3. Valzer
  4. Finale
- 2001 Suite classica
  1. Preludio
  2. Sarabanda
  3. Allegro
- 2001 Toccata del II tono/Toccata del III tono anonimo
- 2001 Universo, suite
  1. La Terra
  2. Il Cielo
  3. Il Mare
- 2002 Gagliarda
- 2002 Il treno de la felicità, Imitazione
- 2002 Sinfonia in re minore "La forza del potere"
  1. Andante
  2. Allegro
- 2004 La Rossiniana, ouverture
- 2005 Allegro in si minore
- 2005 Aria spirituale
- 2005 Mango-Tango
- 2005 Meditazione (opgedragen aan Gabriele Kamm)
- 2005 Toccatina
- A la Parisienne
- Balancoire
- Charleston Anni 30
- Danza Orientale
- Danza Slovena No. 1
- Danza Tirolese
- Deltaplano
- Die kleinen Jahreszeiten
- Edelweiß
- Fantasia in Do minore
- Il mio primo Rock
- Il Tango del Nonno
- La Corrida
- La Plaza de Toros, paso-doble
- Lach-Polka
- Lucia
- Lyssbachmarsch
- Macao, dixieland
- Maracana
- Melodia per "Sissi"
- Menuet pour Sara
- Moto perpetuo
- New Orleans
- Ninna Nanna
- Ouverture festosa
- Paola
- Patrizia
- Sempre Allegri
- Wo soll ich fliehen hin
- Souvenir de Paris
- Tarantella meridionale
- Tiziana
- Trittico
- Vacanze al Mare
- Vive la Java!
- Vive la polka
- Viviana, Tango